# Kanadische Badmintonmeisterschaft 2000
Die Kanadische Badmintonmeisterschaft 2000 fand vom 3. bis zum 7. Mai 2000 in Calgary statt.

## Medaillengewinner
| Disziplin    | Gold                              | Silber                       | Bronze                           |
| ------------ | --------------------------------- | ---------------------------- | -------------------------------- |
| Herreneinzel | Brian Abra                        | Mike Beres                   | Stuart Arthur                    |
| Herreneinzel | Brian Abra                        | Mike Beres                   | Jonathan Bolduc                  |
| Dameneinzel  | Denyse Julien                     | Charmaine Reid               | Kara Solmundson                  |
| Dameneinzel  | Denyse Julien                     | Charmaine Reid               | Julia Chen                       |
| Herrendoppel | Bryan Moody Brent Olynyk          | Mike Beres Iain Sydie        | Lance Hunter Kyle Hunter         |
| Herrendoppel | Bryan Moody Brent Olynyk          | Mike Beres Iain Sydie        | Wen Wang Steven Young            |
| Damendoppel  | Milaine Cloutier Robbyn Hermitage | Julia Chen Denyse Julien     | Anna Rice Nadine Methot          |
| Damendoppel  | Milaine Cloutier Robbyn Hermitage | Julia Chen Denyse Julien     | Amélie Felx Nancy Desaulniers    |
| Mixed        | Iain Sydie Denyse Julien          | Bryan Moody Milaine Cloutier | William Milroy Lindsay van Riper |
| Mixed        | Iain Sydie Denyse Julien          | Bryan Moody Milaine Cloutier | Brent Olynyk Robbyn Hermitage    |